# 哈里克里希纳·彭塔拉
哈里克里希纳·彭塔拉（Harikrishna Pendyala，1986年5月10日—），印度国际象棋棋手、特级大师。
2001年9月12日，哈里克里希纳成为了印度最年轻的特级大师。他获得过2001年英联邦国际象棋冠军、2004年国际象棋世界青年冠军、2011年亚洲国际象棋个人冠军等。他还多次代表印度参加团体比赛，帮助印度队获得过2009年亚洲国际象棋团体锦标赛金牌、2010年世界国际象棋团体锦标赛铜牌。
2013年2月，哈里克里希纳的等级分首次超过2700分。